# Молодецкое (Сумская область)
Молодецкое (укр. Молодецьке) — село, 
Гнилицкий сельский совет,
Ахтырский район,
Сумская область,
Украина.
Код КОАТУУ — 5920381705. Население по переписи 2001 года составляет 84 человека .

## Географическое положение
Село Молодецкое находится недалеко от истоков реки Грунь.
На расстоянии в 1 км расположено село Качановка.
Рядом проходит автомобильная дорога Т-1705.